# Collegium de Lyon
Le Collegium de Lyon est un Institut d'Études Avancées (IEA) situé à Lyon et créé en 2006 à l'initiative du Ministère de l'Enseignement supérieur et de la Recherche. Il est directement rattaché à l'Université de Lyon, et fait partie du Réseau français des instituts d'études avancées (RFIEA) et du réseau européen NetIAS.
Il joue un rôle d'incubateur scientifique et accueille des chercheurs en poste à l’étranger qui souhaitent développer un projet de recherche innovant en lien avec une unité de recherche du site universitaire de Lyon/Saint-Étienne sur une période d'un ou deux semestres.
Ses activités ont depuis l'origine été principalement centrées sur les sciences humaines et sociales, mais depuis septembre 2025, les promotions accueillent pour moitié des chercheurs relevant des sciences formelles et naturelles.
Sa direction est actuellement assurée par Vincent Renner, professeur à l'Université Lumière Lyon 2, et son conseil de gestion est présidé par Nathalie Dompnier, présidente de l'Université de Lyon.

## Historique
En avril 2006, le Ministère de la Recherche et de l'Enseignement supérieur a initié un Pacte pour la recherche offrant aux universités, grandes écoles et organismes de recherche français la possibilité de se regrouper pour former des Réseaux thématiques de recherche avancée (RTRA). Treize projets ont été retenus par l'État, dont le projet porté par Lyon, consacré à la recherche en sciences humaines et sociales. Quatre IEA ont ainsi vu le jour en France, à Paris, Nantes, Aix-Marseille et Lyon, et le Collegium a accueilli sa première promotion de chercheurs en septembre 2008.
Géré à l'origine sous la forme d'une association de préfiguration, avec quinze membres fondateurs, avant devenir fondation abritée par la Fondation pour l'Université de Lyon en 2014, le Collegium est, depuis avril 2016, une composante interne de la COMUE Université de Lyon.
Le Collegium de Lyon a été dirigé successivement par l'historien Olivier Faron (2007-2010), le linguiste Alain Peyraube (2010-2016), l'historien Hervé Joly (2016-2022) et le philosophe Jean-Michel Roy (2022-2023).

## Le fonctionnement de l'Institut
Le Collegium accueille en résidence jusqu'à une vingtaine de chercheurs par an, pour des séjours de 5 ou 10 mois. Les résidents sont dégagés de leurs contraintes habituelles, liées à l'enseignement et aux tâches administratives, afin de se consacrer pleinement à leurs recherches. Ils participent à la vie scientifique du Collegium (séminaires, conférences, colloques) et sont co-hébergés scientifiquement par une unité de recherche de l'Université de Lyon.

## Liste des membres du Collegium de Lyon
Les établissements partenaires du Collegium incluent notamment :
- École normale supérieure de Lyon
- Université Claude Bernard Lyon 1
- Université Lumière Lyon 2
- Université Jean Moulin Lyon 3
- Université de Saint-Étienne
- Université catholique de Lyon
- Institut d'études politiques de Lyon
- École nationale des travaux publics de l'État (ENTPE)
- Ecole centrale de Lyon (ECL)
- VetAgro Sup
- École de management de Lyon — Business School

## Membres du conseil scientifique du Collegium de Lyon
- Clare Finburgh Delijani, professeure d'études théâtrales à Goldsmiths' College, Université de Londres (Royaume-Uni)
- Martin Hilpert, linguiste à l'Université de Neuchâtel (Suisse)
- Anne Kwaschik, historienne à l'Université de Constance (Allemagne)
- Carine Le Goff, biologiste à l'INSERM (France)
- Simone Martini, professeur d'informatique à l'Université de Bologne (Italie)
- Thomas Pardoen, professeur de génie des matériaux à l'UCLouvain (Belgique)
- Sverre Raffnsøe, professeur de philosophie à l'École de commerce de Copenhague (Danemark)